# Léonard Greindl
Pour les articles homonymes, voir Greindl.
Le baron Léonard Greindl, né à Bruxelles le 9 août 1798 et mort à Ixelles le 24 février 1875, est un général et un ministre belge.

## Biographie
Léornard Jean Charles Greindl, né à Bruxelles le 9 août 1798, est le fils de Jean Joseph Greindl, conseiller à la Cour de justice supérieure de Bruxelles, et de Marie Thérèse Van Bellinghen de Fresin. Il appartient à une famille d'origine autrichienne qui s'était établie à Bruxelles au XVIIIe siècle au service de Charles de Lorraine, frère de l'empereur d'Autriche et gouverneur des Pays-Bas autrichiens, siégeant à Bruxelles (Palais de Charles de Lorraine, Place Royale, dans le Quartier de la cour). En 1834, Léonard Greindl épouse Léonore Marie Foullé (1799-1884) et est le père de Jules Greindl, diplomate et ministre d'État ,. Le 4 janvier 1866, l'homme politique Charles Woeste, homme fort du catholicisme politique, épouse Marie-Louise Greindl (1841-1910), fille cadette du général Greindl et d'Eléonore Foullé.
Le 11 mars 1814, il s'engage comme sous-lieutenant dans l'infanterie à 16 ans dans la Légion belge. Cette unité venait à peine créée par le royaume des Pays-Bas en Belgique libérée de l'occupation française.
Lors de la révolution belge en septembre 1830, il est capitaine dans la place de Mons et passe du côté des insurgés belges. Mandaté par les chefs militaires belges, il négocie et obtient la reddition de la citadelle de Charleroi qui était encore aux mains des hollandais. Il est nommé major en septembre 1831 en raison de ses qualités et de ses connaissances militaires. Le 15 mai 1846, il est nommé général-major.
Le 8 mars 1854, il est promu lieutenant-général d'infanterie, grade le plus élevé dans la hiérarchie militaire belge, et commandant de la 1ère division d'infanterie. Il reçoit, en tant que technicien, le portefeuille de ministre de la Guerre du 30 mars 1855 au 9 septembre 1857 , dans le gouvernement de Decker, qui est le dernier gouvernement de l'unionisme, avant le déclin de ce mouvement. Après la démission du gouvernement de Decker, Greindl est admis à la section de réserve de l'armée en avril 1859 et à la pension en septembre 1863.
À la suite de son décès à Ixelles le 24 février 1875, il reçoit des funérailles à l'église Saint-Boniface d'Ixelles et est inhumé au cimetière de Saint-Josse-ten-Noode.
Léonard Greindl a été initié à la franc-maçonnerie bruxelloise, au Grand Orient de Belgique.
Selon les caricaturistes, il donnait une image de rigueur et de perfectionnisme : Il existe un dessin où on le voit la tête plongée dans un canon pour l'examiner au plus près (Vu autrefois au magasin « Ex-libris », Place Brugmann à Ixelles).

## Distinctions
- Commandeur de l'ordre de Léopold (Belgique).
- Grand-croix de l'ordre de l'Aigle blanc de Russie.
- Grand-croix de l'ordre du Lion de Zaeringen de Bade.
- Chevalier de l'ordre de l'Aigle rouge de Prusse.
- Commandeur de l'ordre de Saint-Benoît d'Aviz (Portugal).
- Chevalier de l'ordre de la Maison ernestine de Saxe.